# تورزنو، شهرستان تورون
تورزنو، شهرستان تورون (به لاتین: Turzno, Toruń County) یک منطقهٔ مسکونی در لهستان است که در Gmina Łysomice واقع شده‌است.

## خصوصیات
تورزنو ۹۶۰ نفر جمعیت دارد.